# Герб Смоленської області

Герб Смоленської області

Герб Смоленської області є символом Смоленської області, прийнято 10 грудня 1998 року.

## Опис
Опис герба Смоленської області:
У срібному щиті на чорній гарматі із золотим лафетом — золотий птах Гамаюн з крилами і хвостом, прикрашеними червленню (червоним кольором) і зеленню. Щит увінчаний історичної земельної (великокнязівської зразка 1730 року) шапкою й оточений стрічкою ордена Леніна. Девіз «НЕСГИБАЕМЫЙ ДУХ ВСЁ ПРЕВОЗМОЖЕТ» написано чорними літерами на срібній стрічці, переплетеної зі схрещеними зеленою із золотими жолудями галузкою дуба (праворуч) і зеленим стеблом льону (ліворуч) з лазуровими (блакитними, синіми), що мають золоту (жовту) середину, кольорами.